# Cornelia Yzer
Cornelia Barbara Yzer (* 28. Juli 1961 in Lüdenscheid) ist eine deutsche Managerin, Rechtsanwältin und ehemalige Politikerin (CDU). Sie war von 1992 bis 1997 Parlamentarische Staatssekretärin in der Bundesregierung und vom 27. September 2012 bis zum 8. Dezember 2016 Senatorin für Wirtschaft, Technologie und Forschung im Senat von Berlin. Außerdem war sie von 1997 bis 2012 Hauptgeschäftsführerin der Lobbyorganisation Verband forschender Arzneimittelhersteller (vfa).

## Ausbildung und Beruf
Nachdem Yzer 1981 ihr Abitur am Geschwister-Scholl-Gymnasium Lüdenscheid absolviert hatte, studierte sie Rechtswissenschaften und  Wirtschaftswissenschaften an der Westfälischen Wilhelms-Universität Münster und der Ruhr-Universität Bochum. Anschließend war sie in leitenden Funktionen im Umwelt- und Personalbereich bei der Bayer AG in Leverkusen tätig. Von 1997 bis 2012 war sie Hauptgeschäftsführerin des Verbandes forschender Arzneimittelhersteller (vfa). Seit 1990 ist Yzer zudem Rechtsanwältin.
Yzer ist in Beiräten und Aufsichtsgremien von Unternehmen, Großforschungseinrichtungen und öffentlichen Institutionen tätig. Sie war von 2012 bis Dezember 2016 Verwaltungsratsvorsitzende der Investitionsbank Berlin (IBB) und stellvertretende Aufsichtsratsvorsitzende der Messe Berlin. In der Vergangenheit war Yzer darüber hinaus u. a. 2012/13 Aufsichtsratsvorsitzende der Berlinwasser Holding AG (BWH) und der Berliner Wasserbetriebe (BWB), gehörte dem Unternehmensbeirat von Odewald Cie Private Equity (2012) und dem Beirat der Management Circle AG (2008–2012) an, war Mitglied im Health Executive Board des US-Datenbrokers IMS (2002–2011) und im European Advisory Board des US-Medizinprodukteherstellers Guidant (1999–2006), Aufsichtsratsvorsitzende des GMD-Forschungszentrums für Informationstechnik (1995–1997), Kuratoriumsvorsitzende des Deutschen Krebsforschungszentrums (DKFZ, 1995–1997), Kuratoriumsvorsitzende des Max-Delbrück-Centrums für Molekulare Medizin (MDC, 1994–1997), Mitglied im Beirat der Bundesnetzagentur (2012–2016) und im Fernsehrat des Zweiten Deutschen Fernsehens (1994–1997), stellvertretende Vorsitzende des Präsidiums der Berlin Partner für Wirtschaft und Technologie GmbH (BPWT, 2012–2016), Vorsitzende des Stiftungsrats des Wissenschaftskollegs zu Berlin (2012–2016), Mitglied des Gesamtvorstands des Japanisch-Deutschen Zentrums Berlin (2012–2016) und im deutsch-japanischen Kooperationsrat für Hochtechnologie (1994–1997).
Yzer gehört seit 2014 dem Kuratorium des Rationalisierungs- und Innovationszentrums der Deutschen Wirtschaft (RKW) an. Seit 2013 ist sie Mitglied des Board of Governors des John F. Kennedy Atlantic Forum.
Seit Mai 2017 arbeitet Yzer bei der Luther Rechtsanwaltsgesellschaft mbH als sog. Of counsel im Berliner Büro.

## Politik
Cornelia Yzer war von 1984 bis 1997 Mitglied des CDU-Kreisvorstandes Mark, ab 1989 als stellvertretende Kreisvorsitzende und Stadtverbandsvorsitzende der CDU Iserlohn. Von 1984 bis 1988 war sie Kreisvorsitzende der Jungen Union. Von 1985 bis 1986 gehörte sie dem CDU-Landesvorstand Westfalen-Lippe und dem JU-Landesvorstand an. Von 1987 bis 1999 war sie Mitglied des CDU-Landesvorstandes in Nordrhein-Westfalen und von 1987 bis 1991 stellvertretende Landesvorsitzende der Jungen Union NRW. Von 1994 bis 1998 war Yzer Mitglied des CDU-Bundesvorstandes.
Yzer war von 1989 bis 1991 Abgeordnete im Kreistag des Märkischen Kreises.

### Öffentliche Ämter
Von 1990 bis 1998 war Yzer als direkt gewählte Abgeordnete des Wahlkreises Märkischer Kreis I (NRW) Mitglied des Deutschen Bundestages.
Am 3. Mai 1992 wurde sie zur Parlamentarischen Staatssekretärin bei der damaligen Bundesministerin für Frauen und Jugend Angela Merkel in die von Helmut Kohl geführte Bundesregierung berufen. Nach der Bundestagswahl 1994 wechselte sie in gleicher Position zum Bundesminister für Bildung, Wissenschaft, Forschung und Technologie und verantwortete in diesem Ressort insbesondere die Forschungsfelder Energie und Umwelt, Luft- und Raumfahrt, Multimedia und Biotechnologie. Am 22. Januar 1997 schied sie aus dem Amt, um Hauptgeschäftsführerin des vfa werden zu können.
Am 12. September 2012 gab Frank Henkel, Vorsitzender der CDU Berlin, bekannt, dass Yzer Nachfolgerin der zurückgetretenen Sybille von Obernitz (parteilos) als Berliner Wirtschaftssenatorin würde. Am 27. September 2012 erfolgte ihre Ernennung.
Im April 2016 kündigte Yzer an, dass sie nach der Abgeordnetenhauswahl 2016 nicht erneut für ein Regierungsamt zur Verfügung stehen würde, da sie wieder in die Privatwirtschaft zurückkehren wolle. Nach der Wahl zum Abgeordnetenhaus von Berlin 2016 schied Yzer mit Amtsantritt des zweiten Senats Müller am 8. Dezember 2016 aus dem Senat aus.

### Kabinette
- Kabinett Kohl IV – Kabinett Kohl V – Senat Wowereit IV – Senat Müller I

## Kritik
Der Bayer-kritische Verein CBG bemängelte im Januar 1997 den Doppelverdienst Yzers nach ihrer Rückkehr in die Pharma-Branche. Neben dem vfa-Gehalt und der Bundestagsdiät stand ihr zunächst noch ein Übergangsgeld von 180.000 DM zu. Yzer gab schließlich dem öffentlichen Druck nach und verzichtete auf das Geld. Aufgrund dieses Falls verabschiedete der Bundestag ein Gesetz, das Einkünfte vom Übergangsgeld abzieht. Der Verfassungsrechtler Herbert von Arnim merkte dazu an: „Mit Mitte 30 hat Frau Yzer bereits Ansprüche auf eine Altersrente, für die drei Normalverdiener ein ganzes Arbeitsleben benötigen.“